# بيانو تايلز 2
بيانو تايلز 2 بالأنجليزية: "piano Tiles 2" لعبة أركيد موسيقية، أنشأها "Hu Wen Zeng" . تم نشره من قبل قسم الترفيه في «شيتا موبايل» . كان هدف اللعبة هو النقر على البلاط الأسود دون ارتكاب أي أخطاء. تم نشره في أغسطس 2015 كتتمة لـ Don't Tap The White Tiles (بيانو تايلز). تمت إزالته من متجر جوجل بلاي في أوائل مارس 2020 بسبب ملفات البرامج الضارة والبرامج الضارة الموجودة في تطبيقات Cheetah Mobile .

## تقديم اللعبة
وفقًا لـ App Annie ، كانت اللعبة هي التطبيق رقم 1 الذي تم تنزيله في 151 دولة. في عام 2016 ، حصلت اللعبة على جائزة أفضل لعبة لعام 2015 من جوجل بلاي، ووصلت إلى آفاق جديدة في إنجازاتها العالمية. وأثنى Pocketgamer على بيانو تايلز 2 في مقالته التي «جلب إحساس العزف على البيانو إلى المستوى التالي.» 
ومع ذلك، انتقد البعض اللعبة لأنها تحتوي على وضع لعب واحد فقط، وليس عدة أوضاع. كما كانت هناك انتقادات حول نظام الحياة الجديدة.

## مستويات الموسيقى
تتكون الأغاني في بيانو تايلز 2 بشكل أساسي من الموسيقى الكلاسيكية والموسيقى الشعبية. تشمل الأمثلة معزوفة الكاهن لـ يوهان باتشيلبيل (كلاسيكي، المستوى 3). يمكن فتح الأغاني عن طريق رفع المستوى أو الشراء. تتضمن بعض الأغاني Jingle Bells ، وتشمل الأغاني البارزة تلك التي كتبها فريدريك شوبان مثل Nocturne Op. 9 No. 2 و فالس في سلم مي صغير ، و Moments Musicaux لفرانز شوبرت و Eine Kleine Nachtmusik  لموزارت. هناك أغاني شعبية موسمية وأغاني احتفالية.

## روابط خارجية
- Piano Tiles 2 في Cheetah Games
- Piano Tiles 2 على Poki